# 發現 (無限開關單曲)
《發現》（日语：ユリーカ）是日本雙人音樂組合無限開關的第17張單曲。2012年8月8日由Ariola Japan發行。

## 解說
- 《發現》是自從無限開關的上一張單曲《Last Scene（日语：ラストシーン (スキマスイッチの曲)）》以來，相隔1個月發行的最新單曲。同名標題曲「發現」曾被2012年4月起在讀賣電視台等日本電視網首播的電視動畫《宇宙兄弟》選為第2季（第14話至第26話，播出時間7月至9月）片頭主題曲使用。
- 販售形式有初回生產限定盤、期間生產限定盤及通常盤共3種，而且3種唱盤的都選在同一天發售。而初回盤有附贈Blu-spec CD（日语：ブルースペックCD）和DVD，期間生產限定盤的封面是用同名動畫主角南波六太和日日人兩兄弟做為封面人物。還有，凡是前往指定販售店家購買該單曲時，及可獲得「附上無限開關親筆簽名、留言的特製另一張CD封面」這項贈禮。

## 收錄歌曲
- 所有歌曲由無限開關作詞、作曲。

### 初回生產限定盤、通常盤
1. 發現
  - 讀賣電視台等日本電視網電視動畫《宇宙兄弟》第2季片頭主題曲
  - 此外，無限開關的成員他們2人都有在該動畫片頭的影片中客串。
  - 曾進入2012 USEN（日语：USEN） 動畫年間綜合排行榜第11名。
  - 「發現」曲名來自希臘語的「Eureka」。
  - 此歌後來在無限開關的專輯《POPMAN'S WORLD ～All Time Best 2003-2013～（日语：POPMAN'S WORLD〜All Time Best 2003-2013〜）》之後，收錄了追加C旋律歌詞與編曲的版本。
2. きみがいいなら（日语：夏雲ノイズ） (from「TOUR 2012“musium”」)
  - 此歌後來在LIVE Blu-ray&DVD《無限開關 TOUR 2012 “musium” THE MOVIE（日语：スキマスイッチ TOUR 2012 “musium” THE MOVIE）》收錄。
  - 還有，此歌也是無限開關作品的B面歌曲中首次在LIVE音源收錄的歌曲。
3. Guarana（日语：ガラナ (曲)） (from「TOUR 2012“musium”」)（ガラナ (from「TOUR 2012“musium”」)）
  - 此歌未與上一曲目一起在《無限開關 TOUR 2012 “musium” THE MOVIE》中收錄。
4. 發現 (backing track)（ユリーカ (backing track)）

### 期間生產限定盤
1. 發現
2. (from「TOUR 2012“musium”」)（きみがいいなら (from「TOUR 2012“musium”」)）
3. Guarana (from「TOUR 2012“musium”」)（ガラナ (from「TOUR 2012“musium”」)）
4. 發現 (anime ver.)（ユリーカ (anime ver.)）
5. 發現 (backing track)（ユリーカ (anime ver.)）

## 初回特典DVD收錄内容
1. 「發現」音樂錄影帶
2. 「無限開關的2012年宇宙之旅!?」

## 收錄專輯
BEST
- 《DOUBLES BEST（日语：DOUBLES BEST）》（#1）
  - 以Bonus CD收錄。
- 《POPMAN'S WORLD ～All Time Best 2003-2013～（日语：POPMAN'S WORLD〜All Time Best 2003-2013〜）》（#1）
- 《re:Action（日语：re:Action）》（#1）
  - 收錄了後來由負責企劃製作的樂團GRAPEVINE（日语：GRAPEVINE）重新編曲的版本。

LIVE
- 《無限開關 TOUR 2012-2013“DOUBLES ALL JAPAN”（日语：スキマスイッチ TOUR 2012-2013“DOUBLES ALL JAPAN”）》（#1）
- 《無限開關 10th Anniversary Arena Tour 2013 “POPMAN'S WORLD”（日语：スキマスイッチ 10th Anniversary Arena Tour 2013 “POPMAN'S WORLD”）》（#1）
- 《無限開關 10th Anniversary “Symphonic Sound of SukimaSwitch”（日语：スキマスイッチ 10th Anniversary “Symphonic Sound of SukimaSwitch”）》（#1）
- 《無限開關 TOUR 2015 “SUKIMASWITCH”SPECIAL（日语：スキマスイッチ TOUR 2015 “SUKIMASWITCH”SPECIAL）》（#1）
- 《無限開關 TOUR 2016 “POPMAN’S CARNIVAL”（日语：スキマスイッチ TOUR 2016 “POPMAN’S CARNIVAL”）》（#1）

## 外部連結
SonyMusic官方網站的歌曲介紹頁面
- 發現【初回生產限定盤／Blu-spec CD】 （日語）
- 發現【期間生產限定盤】 （日語）
- 發現 （日語）